# Kinga Jakubowska
Kinga Jakubowska (* 23. Juni 1999 in Breslau) ist eine polnische Handballspielerin. Sie gehörte in der Variante Beachhandball der polnischen A-Nationalmannschaft an.
Jakubowska ist mit dem Handballer Grzegorz Malawski liiert.

## Hallenhandball
Jakubowska spielte für den polnischen Erstligaverein KPR Kobierzyce. In der Saison 2019/20 wurde sie mit ihrer Mannschaft überraschen Dritte der Liga. Mit 143 Saisontoren (einem Schnitt von 7,52 Toren pro Spiel) war sie beste Torschützin der Saison und wurde sowohl zur besten Rückraumspielerin auf den Halbpositionen als auch zur besten Spielerin der Saison gewählt. Zur Saison 2021/22 wechselt sie zum Ligakonkurrenten MKS Zagłębie Lubin.

## Beachhandball
Im Jahr darauf folgte für Polen eine zunächst gut verlaufende Weltmeisterschaft in Kasan. Als Gruppenerste zog Jakubowska mit ihrer Mannschaft nach drei Siegen in die Hauptrunde, wo die Mannschaft zwei Spiele verlor und eines gewann und als Gruppenzweite hinter Spanien in die KO-Runde einzog. Dort schied Polen im Viertelfinale gegen Norwegen im Shootout aus. Nach einem Sieg über Paraguay unterlag Jakubowska mit Polen im Spiel um den fünften Platz gegen Dänemark wieder im Shootout.

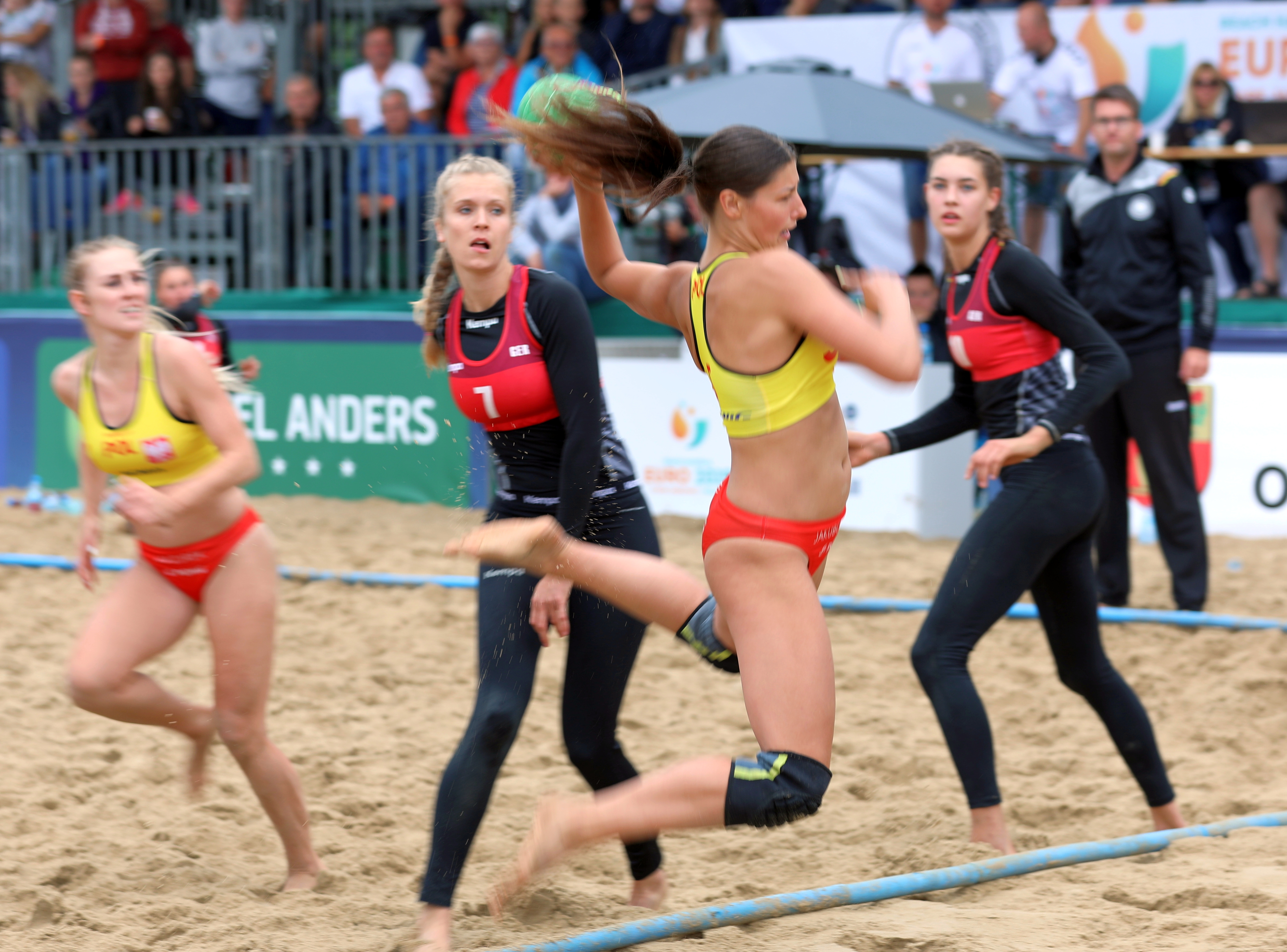
Jakubowska beim Torwurf im Platzierungsspiel gegen die deutsche Mannschaft; Paula Mazurek, Leonie Wöbking und Isabel Kattner (von links) können nur noch zusehen

Für die Europameisterschaften 2019 im heimischen Stare Jabłonki wurde Jakubowska erneut für die polnische A-Auswahl im Beachhandball nominiert. Die Polinnen spielten eine durchwachsene Vorrunde mit zwei Siegen und zwei Niederlagen. Gegen Portugal war sie mit elf Punkten beste Werferin der Polinnen. Von den drei weiteren Spielen in der Hauptrunde gewannen die Polinnen nur das gegen Norwegen, gegen die Niederlande und Kroatien wurde verloren. Gegen die Niederlande konnte sie als beste polnische Torschützin 17 Punkte erzielen, gegen Kroatien acht. Damit waren die Polinnen nur für die Platzierungsspiele qualifiziert. Hier schlugen sie zunächst Frankreich, unterlagen dann jedoch Deutschland und der Türkei, jeweils im Shootout. Am Ende waren die Polinnen auf dem 12. Platz von 20 teilnehmenden Mannschaften. Jakubowska kam in neun der zehn Spiele zum Einsatz, nur im letzten Spiel gegen die Türkei wurde sie nicht eingesetzt, und erzielte 85 Punkte. Damit war sie die beste polnische Torjägerin nach Paula Mazurek im Turnier.
Bei den ersten World Beach Games 2019 in Doha rückte Polen für die nicht antretenden Norwegerinnen nach, die direkte Qualifikation wurde bei den Weltmeisterschaften 2018 um einen Rang verpasst. Nachdem die Polinnen einmal mehr Vierte ihrer Vorgruppe geworden waren, spielten sie im Viertelfinale gegen einen der Topfavoriten, die Brasilianerinnen, und unterlagen deutlich. Nach Siegen über Spanien und Argentinien wurden sie am Ende Fünfte.

## Einzelbelege
1. ↑  handball-world: All-Star Team in Polen: Überraschungsdritter mit meisten Auszeichnungen. Abgerufen am 23. Juni 2021.
2. ↑  superligakobiet: Bomba! Kinga Jakubowska zawodniczką Zagłębia! Abgerufen am 21. November 2021 (polnisch).
3. ↑  European Handball Federation - 2019 Women's ECh Beach Handball / Final Tournament. Abgerufen am 18. November 2020 (englisch).
4. ↑  The 1st World Beach Sports Games with our PhD student - Akademia Wychowania Fizycznego w Poznaniu. Abgerufen am 8. Januar 2021 (britisches Englisch).
5. ↑  Natalia: Alicja Ślęzak i Martyna Matysek z powołaniami. Mecz z Koroną przełożony – MKS PR Gniezno. Abgerufen am 24. Juni 2021 (polnisch).
6. ↑  Team Details Page | IHF. Abgerufen am 8. Januar 2021.
7. ↑  Krzysztof Marczyk: Zawodniczki Piłki Ręcznej Koszalin powalczyły w Katarze. 17. Oktober 2019, abgerufen am 24. Juni 2021 (polnisch).

| Personendaten    | Personendaten                                  |
| ---------------- | ---------------------------------------------- |
| NAME             | Jakubowska, Kinga                              |
| KURZBESCHREIBUNG | polnische Handball- und Beachhandballspielerin |
| GEBURTSDATUM     | 23. Juni 1999                                  |
| GEBURTSORT       | Breslau                                        |